# Saatly
Saatly ( azeri: Saatlı) é um dos cinqüenta e nove rayones nos que subdivide politicamente a República do Azerbaijão. A cidade capital é a cidad de Saatli.

## Território e População
Este rayon é possuidor de uma superfície de 1.180,4 quilômetros quadrados, os quais são o lugar de uma população composta por umas 87.031 pessoas. Por onde, a densidade populacional se eleva a cifra dos 73,73 habitantes por cada quilômetro quadrado deste rayon.

## Economia
A economia está dominada pela agricultura. É especialmente produtora de cereais, algodão e frutas subtropicais, também se destacam suas áreas pecuaristas.